# Les Serpents de la lune des pirates
Pour plus de détails, voir Fiche technique et Distribution.
Les Serpents de la lune des pirates (La serpiente de la luna de los piratas) est un film américano-dominicain réalisé par Jean-Louis Jorge et sorti en 1973.

## Fiche technique
- Titre : Les Serpents de la lune des pirates
- Titre original : La serpiente de la luna de los piratas
- Réalisation : Jean-Louis Jorge
- Scénario : Jean-Louis Jorge
- Photographie : David Garcia
- Son : Jean-Pierre Besnard et Lynne Merrick
- Mixage : Gary Margolis
- Musique : Judith Bell
- Production : Jean-Louis Jorge - Fund  UCLA Motion Pictures Division - Saint Dominguin Production
- Pays :  États-Unis -  République dominicaine
- Durée : 93 minutes
- Date de sortie  : France - 20 décembre 1973

## Distribution
- Sylvia Morales
- Sahdji
- Jean-Philippe Carson
- Juliet Graham
- Paul Young
- Valley Hoffman
- Jonna Ruiz

## Récompense
- Grand prix Cinéma d'aujourd'hui au festival de Toulon 1973[1],[2]